# Frits Philips

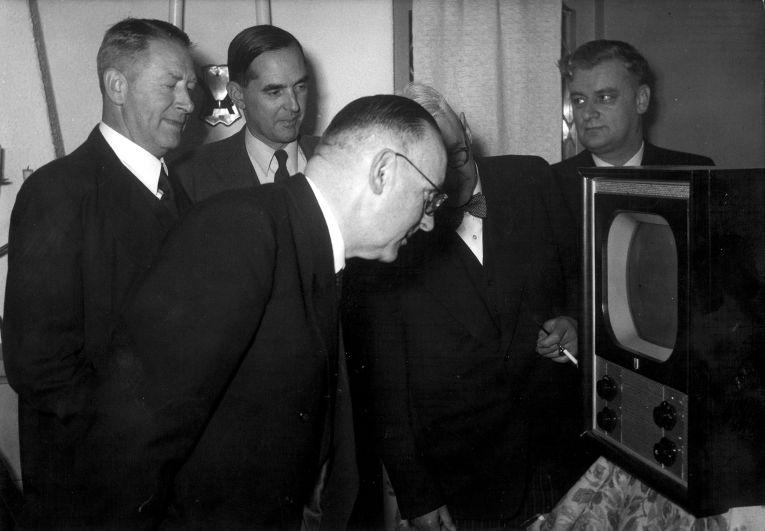
Eerste televisie-uitzending in Nederland, met onder meer Frits Philips, de tweede van links (1951)

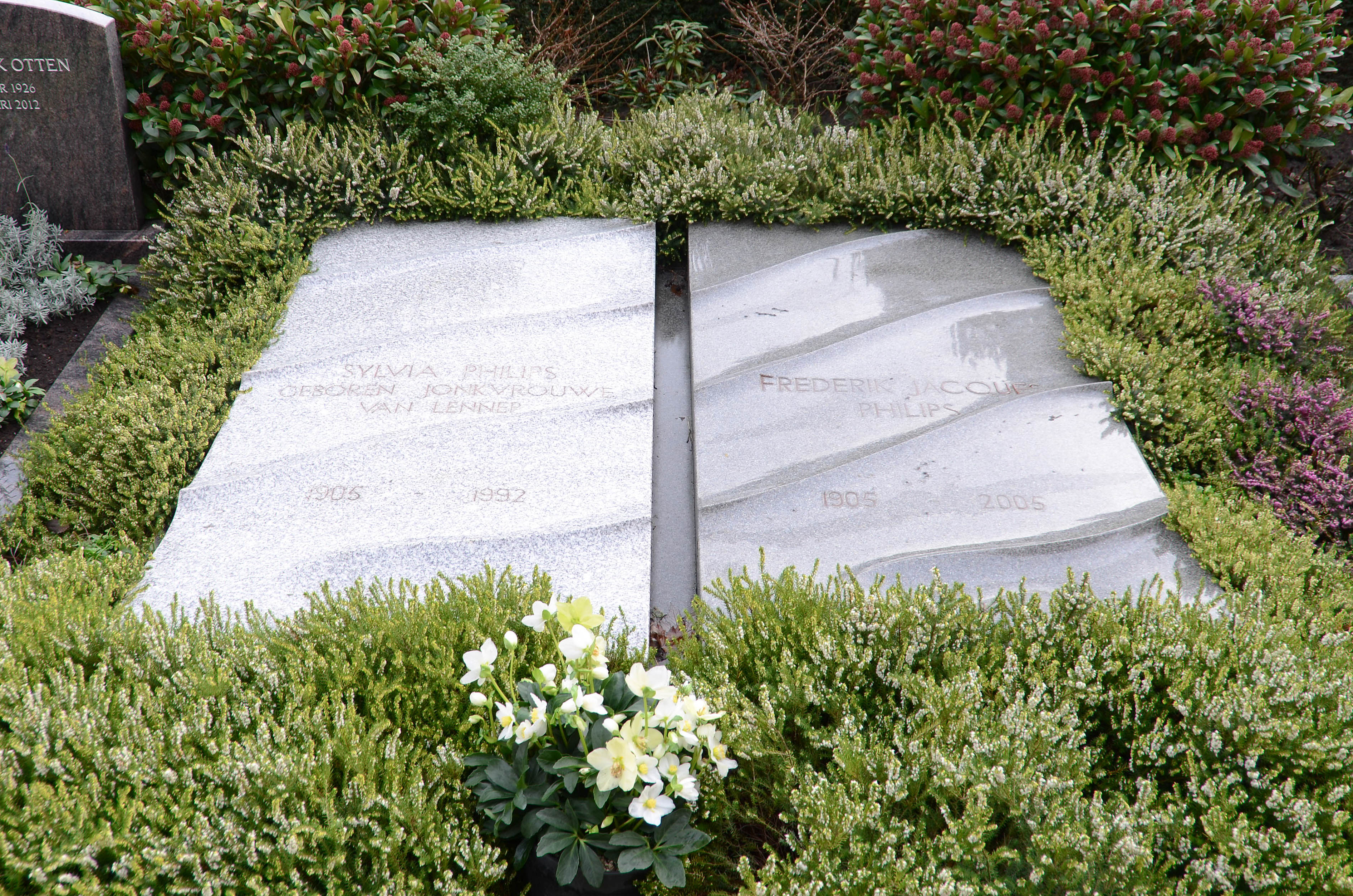
Graven van Frits Philips en Sylvia Philips-van Lennep, Gemeentelijke begraafplaats Woensel, Eindhoven

Frederik Jacques (Frits) Philips (Eindhoven, 16 april 1905 – aldaar, 5 december 2005) was een Nederlands industrieel. Hij was de vijfde bestuursvoorzitter van het elektronicaconcern Philips.

## Levensloop

### Vroege jaren
Frits Philips werd geboren te Eindhoven als enige zoon van Anton Philips en Anna de Jongh, dochter van de Rotterdammer Gerrit Johannes de Jongh. Hij had een oudere zus (Annetje) en een jongere zus (Jetty). Hij zat op basisschool Reigerlaan en daarna studeerde hij van 1923 tot 1929 aan de Technische Hogeschool Delft waar hij afstudeerde als werktuigbouwkundig ingenieur. Hij trad op 4 juli 1929 in het huwelijk met jkvr. Sylvia van Lennep (1905-1992), telg uit het geslacht Van Lennep en zij werden de ouders van zeven kinderen.
Op 18 oktober 1935 werd Frits Philips onderdirecteur en lid van de directie. Toen gedurende de Tweede Wereldoorlog de top van het concern (zijn zwager Frans Otten en Anton Philips) naar Engeland uitweek en later naar de VS, bleef Frits Philips in Nederland. Van 30 mei 1943 tot 20 september 1943 was hij opgesloten in het concentratiekamp Vught. Hij slaagde erin een deel van zijn Joodse personeel te behoeden voor deportatie, en werd hiervoor op 11 januari 1996 onderscheiden door Yad Vashem. In 1961 volgde hij zwager Frans Otten, getrouwd met Annetje Philips, op als president van het concern en in 1971 werd hij opgevolgd door zijn zwager Henk van Riemsdijk getrouwd met Jetty Philips.

### Rol bij verenigingen en PSV
De vijfjarige Frits Philips verrichtte op zondag 15 januari 1911 de aftrap van de eerste wedstrijd van het Philips Elftal, de voorloper van PSV Eindhoven. Dit gebeurde op dezelfde plek als waar nu het Philips Stadion staat. Hij bleef zijn hele leven een actief supporter van de club. In zijn jeugd was hij welp en verkenner. Aan zijn actieve scoutingleven had hij de allerplezierigste herinneringen en hij zette zich altijd in voor de beweging, vooral voor Scouting Wielewaal, die sinds 1947 een blokhut heeft op zijn landgoed. Hij bracht op hogere leeftijd regelmatig bezoekjes aan de blokhut. Verder werd hij in 1938 voorzitter van de Eindhovense Aero Club, tegenwoordig opgedeeld in EAC-m en EAC-zc, die hij in 1932 mede-opgericht had als Noord-Brabantsche Aero Club (NBAC).
Hij was zeer populair bij de verenigingen en hoewel er geen andere Philips meer in het bedrijf was, werd hij nog steeds aangesproken met meneer Frits.

### De viering van honderdste verjaardag
Ter gelegenheid van zijn honderdste verjaardag vonden in 2005 in zijn geboortestad diverse festiviteiten plaats. Er werd een penning uitgebracht met de beeltenis van "meneer Frits" en het Eindhovens Dagblad maakte voor deze gelegenheid een speciale bewaareditie. Ook eerde de stichting Lichtjesroute hem dat jaar door een lichtraamwerk met een afbeelding van hem (foto onder rechts) in de route te plaatsen.
Frits was zo'n 100 jaar, samen met Philips en de gloeilamp, het boegbeeld van Eindhoven. Onofficieel werd hij vaak 'de koning van Eindhoven' genoemd. Op 14 april 2007 werd op de markt in Eindhoven een standbeeld van Frits Philips onthuld, de maker ervan is Kees Verkade.

### Overlijden
Tijdens een wandeling op zijn landgoed op zaterdag 12 november 2005, de dag waarop zijn zwager Henk van Riemsdijk werd begraven, struikelde Philips en gleed hij uit, waarbij hij ten val kwam en een rugwervel brak. Als gevolg hiervan, en van een bijkomende longontsteking, overleed hij op 5 december om 23.43 uur op 100-jarige leeftijd thuis op zijn landgoed De Wielewaal. Na een tocht door het centrum van Eindhoven, waarbij duizenden mensen aanwezig waren, werd hij op 12 december begraven op Algemene Begraafplaats Oude Toren, bij zijn echtgenote.

### Onderscheidingen
In 1971 werd, in een samenwerking tussen het bedrijf en IEEE, de Frederik Philips Award ingesteld, die jaarlijks wordt toegekend aan personen die zich verdienstelijk maakten in het management van onderzoek en ontwikkeling leidend tot effectieve innovatie in de elektrotechnische of elektronische industrie. Frits Philips mocht de eerste prijs in 1971 zelf in ontvangst nemen.
In 1976 kreeg Frits Philips voor zijn verdiensten in de economie een eredoctoraat van de Katholieke Universiteit Leuven en een Eredoctoraat van de China Academy in Taipei. Hij mocht zich daarna Dr. h.c. Frits Philips noemen. In 1982 werd hem het "International Executive of the Year Award" toegekend door de Brigham Young University School of Management in Provo (Utah, VS).
Hij werd door de Nederlandse Regering benoemd tot Grootofficier in de Orde van Oranje-Nassau en Ridder in de Orde van de Nederlandse Leeuw. Het Vaticaan eerde hem met het Commandeurschap in de Orde van de Heilige Gregorius de Grote voor degenen die zich internationaal of nationaal bijzonder verdienstelijk hebben gemaakt voor kerk en maatschappij. Israël eerde Frits Philips met de Yad Vashemmedaille van een Rechtvaardige onder de Volkeren voor zijn inzet voor het Joodse Volk tijdens de Tweede Wereldoorlog. Spanje verleende hem het Grootkruis in de Orde van Verdienste. De Franse President benoemde hem tot Officier in het Legioen van Eer. Koningin Beatrix decoreerde hem met de zelden verleende Eremedaille voor Voortvarendheid en Vernuft verbonden aan de Huisorde van Oranje.
Frits Philips was ereburger van de stad Eindhoven, waar sinds 1995 het Muziekgebouw Frits Philips Eindhoven naar hem genoemd is, en van de stad Hasselt in Belgisch Limburg, waar tijdens zijn presidentschap de grootste Philips-vestiging ter wereld buiten Eindhoven tot stand kwam.

### De collectie Philips
Een deel van de grote kunstverzameling van het echtpaar Philips werd op 4 en 5 december 2006 door het veilinghuis Sotheby’s in het Evoluon in Eindhoven geveild. In de veilingcatalogus is een voorwoord opgenomen: 'Herinneringen aan mijn vader' door Digna Hintzen-Philips, oudste dochter van Frits Philips. Zij memoreert de verzamelpassie van haar vader en de persoonlijke vriendschap die Frits Philips onderhield met de kunstschilders Sierk Schröder, Kees Bol en Henri Bol. De veiling heeft 5,7 miljoen euro opgebracht. De bijzondere verzameling tinnen voorwerpen, waarvan sommige uit de middeleeuwen stamden, trok veel belangstelling. Een jongere gildekan van het Voerliedengilde, toegeschreven aan Engelbertus Moorrees, meester in Nijmegen, met jaarletter 1781, werd verkocht voor 36.000 euro. Er was een grote collectie Delftse tegels, van het zilver werd een set van vier zilveren kandelaars door Dirk ten Brink met keuren van Amsterdam uit 1718 voor 108.000 euro geveild. Een paneel met afbeelding van een tronende Maria met kind en een engel door de Meester van Saint Ildefonso, in Nederland ook wel de Meester van het Verbeeck Drieluik genoemd, werd voor 258.400 euro aan een Amerikaanse kunsthandel gegund. Onder de Nederlandse schilderijen viel een 19e-eeuws schilderij van een Schaapherder met zijn kudde door Anton Mauve op. Een paar zeldzame globes die door Vincenzo Coronelli rond 1696 waren vervaardigd brachten 117.000 euro op. Verder werden een polychroom aardewerken relikwiedoosje uit Limoges, tuinbeelden, juwelen, boeken en ruim 300 memorabilia geveild.

## Galerij

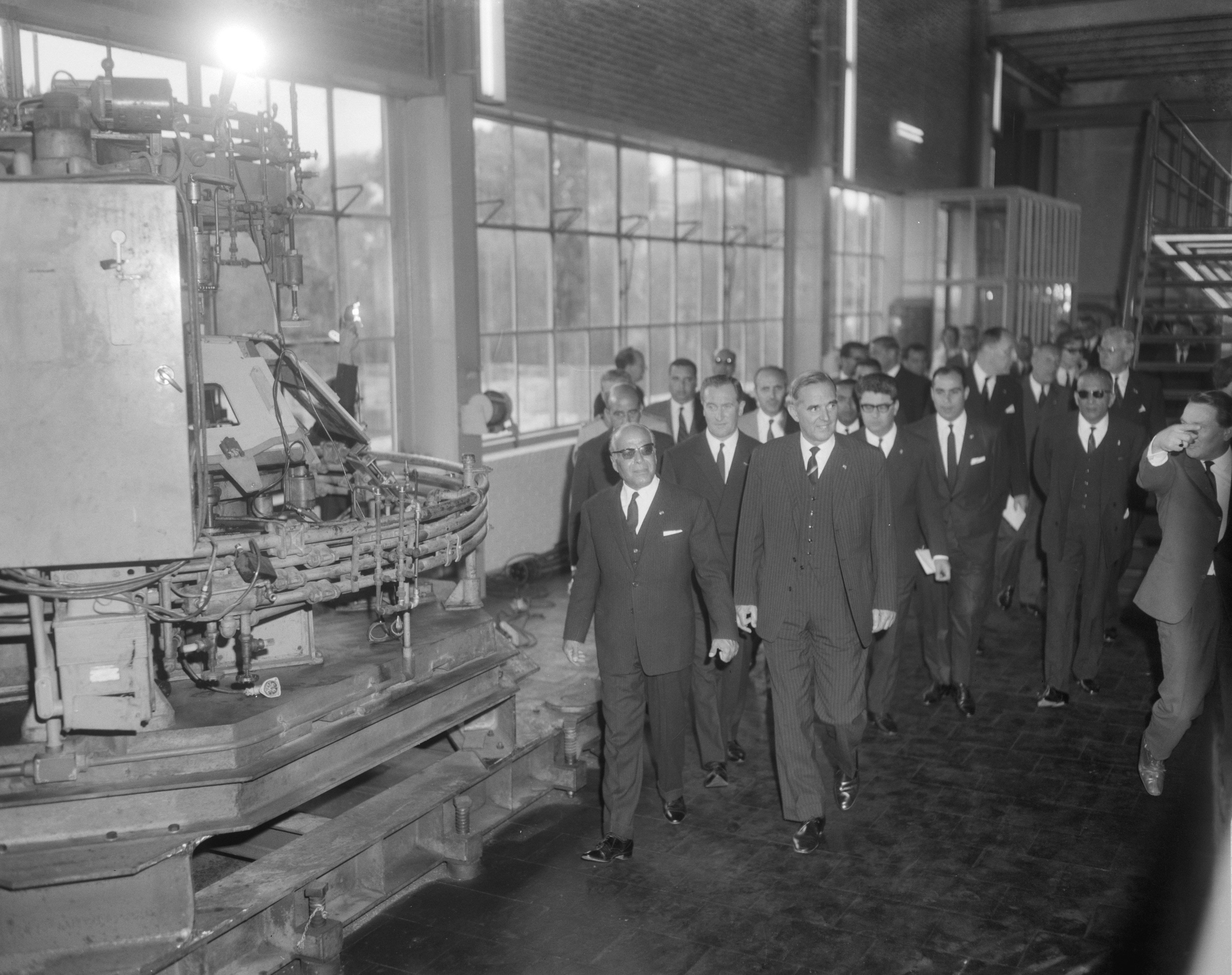
President Bourguiba van Tunesië bracht bezoek aan Philips-fabrieken (1966)
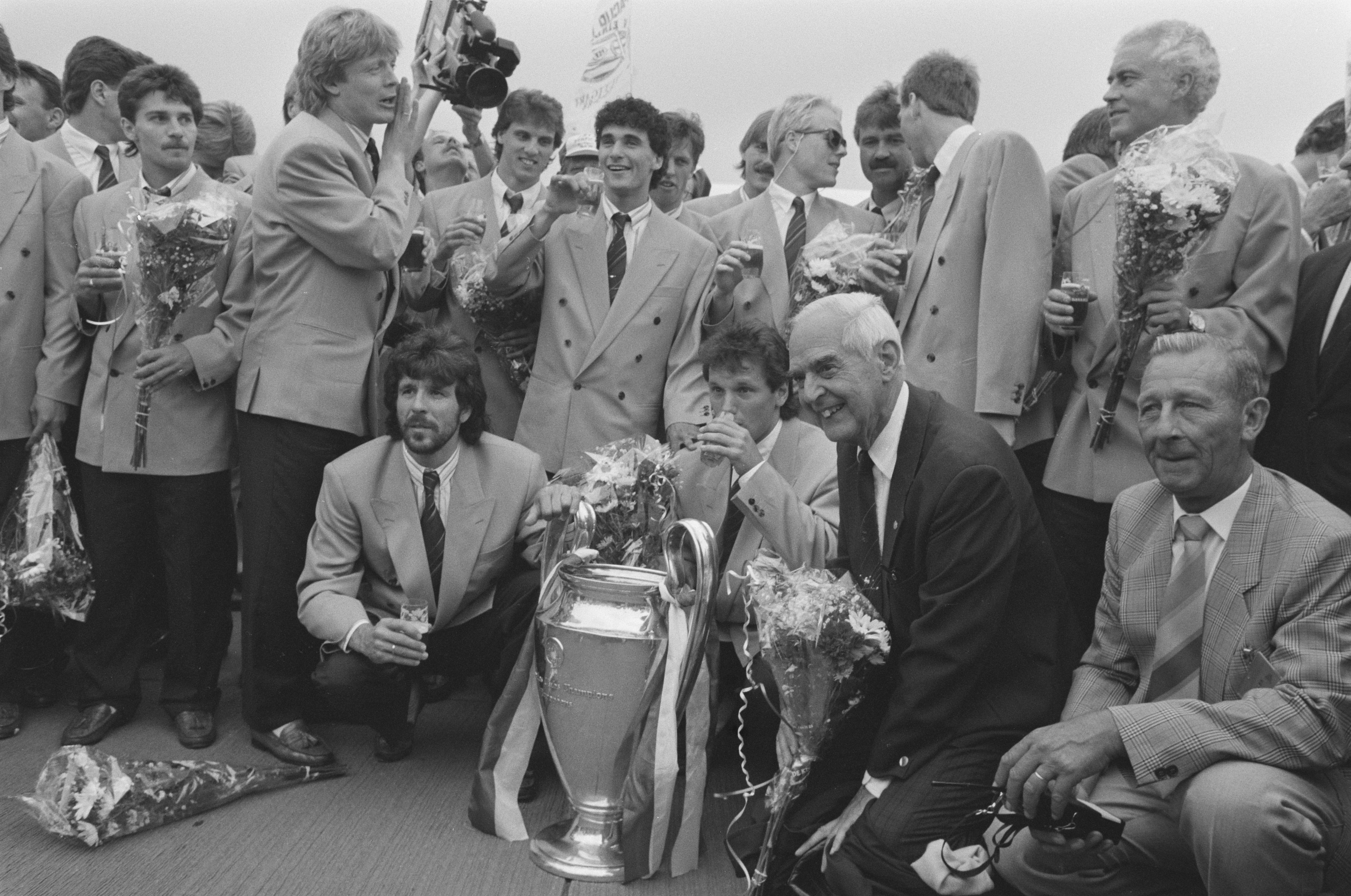
Aankomst PSV met Europa Cup I op vliegveld Eindhoven (1988)
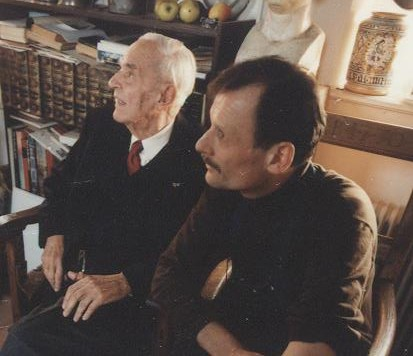
Philips met kunstenaar Henri Bol
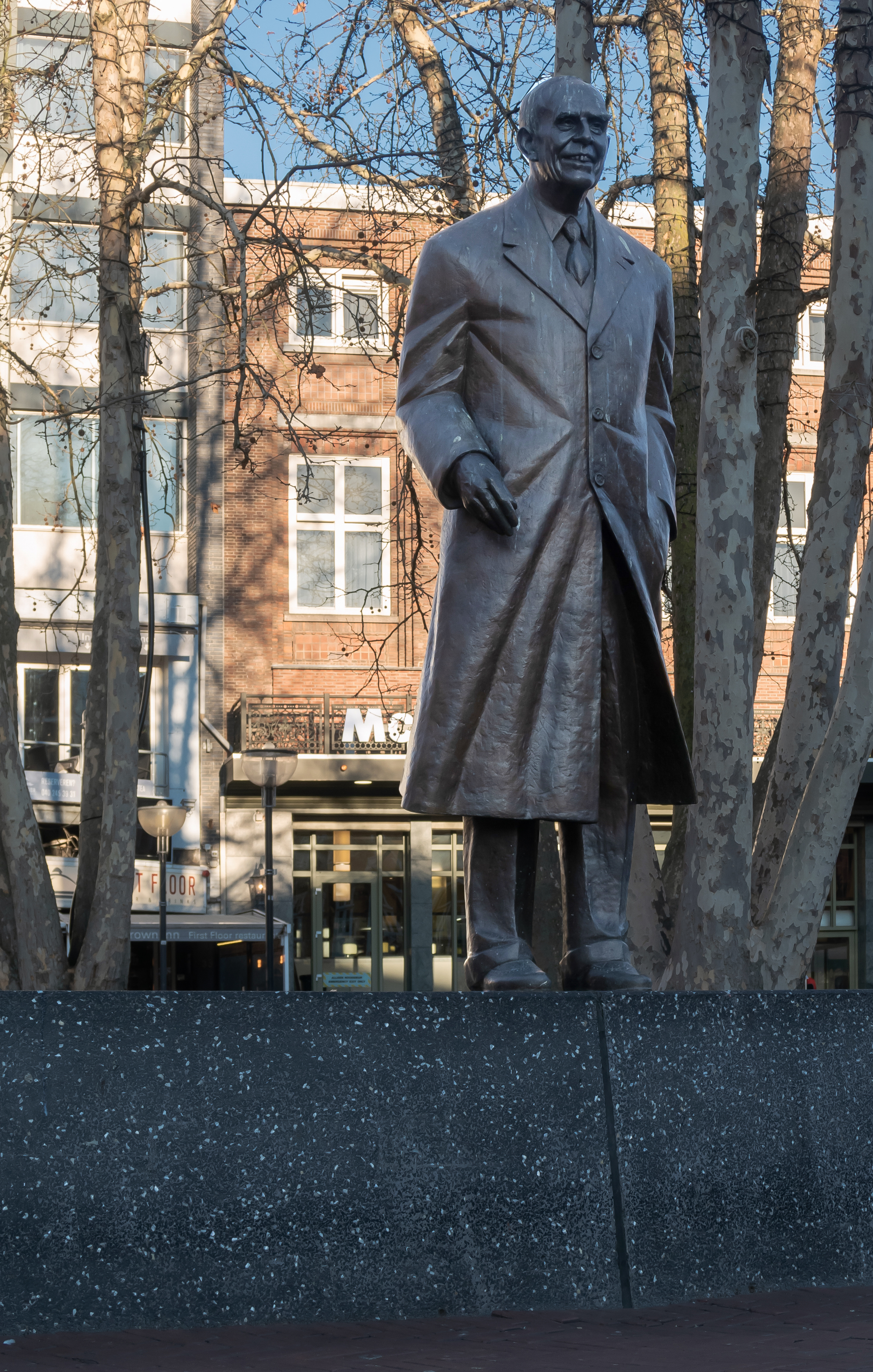
Standbeeld van Frits Philips
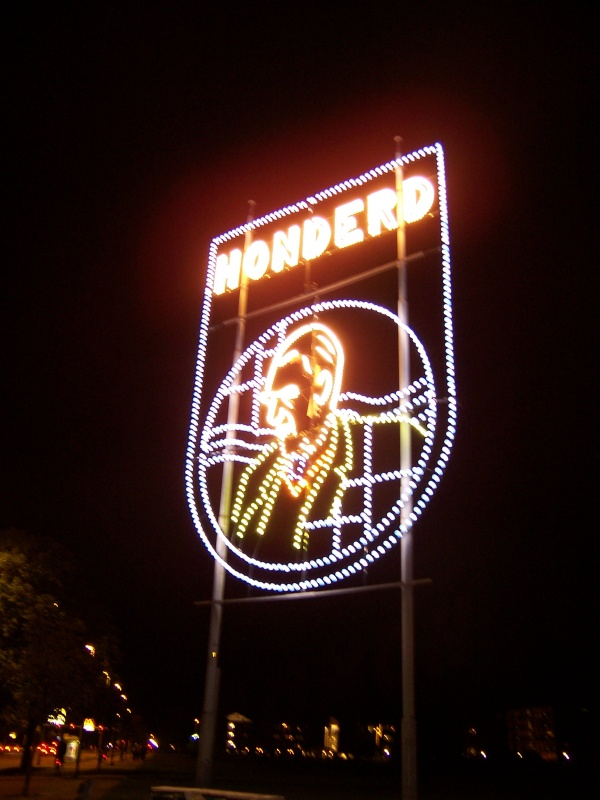
Een afbeelding van Frits Philips in de Lichtjesroute van 2005, ter gelegenheid van zijn honderdste verjaardag
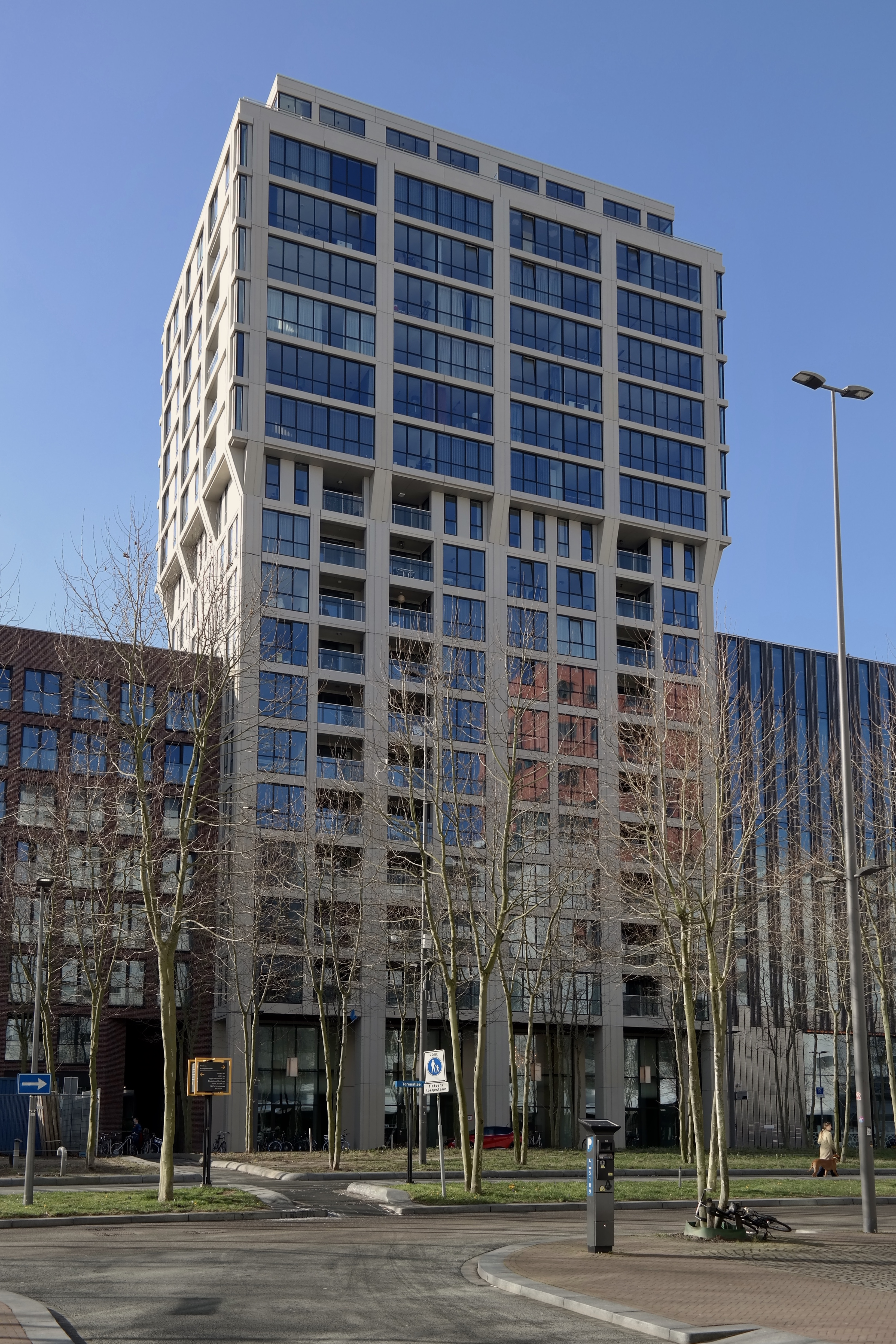
De in 2022 opgeleverde woontoren 'Frits' in Eindhoven, vernoemd naar Frits Philips.

## Publicaties
- 1976 - Frits Philips, Leo Ott. 45 jaar met Philips. Ad. Donker, Rotterdam. ISBN 90-6100-130-7.